# Zdislava
Zdislava Berka, llamada también Zedislava Berkiana o Zdislava de Lemberk (1220-1 de enero de 1252) fue una mujer checa, recordada por sus obras de caridad y venerada como santa de la Iglesia católica. Fue canonizada el 21 de mayo de 1995 por Juan Pablo II.

## Biografía
Hija del rey Wenceslao de Moravia, nació en Krizanov hacia 1220. Fue educada en la piedad y santas costumbres; llegada a la juventud, su padre le procuró un ventajoso casamiento con Galo de Lemberk, caballero de la corte. De este matrimonio nacieron cuatro hijos. Llevó una vida de mucha oración y obras de misericordia. Visitaba las cárceles y se preocupaba de que los presos fueran defendidos ante la justicia. La devoción de ambos esposos por la Orden de Predicadores, a la que ella se adhirió como terciaria, los llevó a fundar dos conventos dominicos. Zdislava murió en Gablonné el 4 de enero de 1252. El pueblo enseguida la tuvo como santa y su culto fue confirmado por el papa Pío X el 28 de agosto de 1907. Juan Pablo II la canonizó en la población checoslovaca de Olomuc el 21 de mayo de 1995.
Zdislava nació en una familia noble de Bohemia muy religiosa; el padre se llamaba Pribyslav y la madre, de origen alemán, Sibilla; tenían otros cuatro hijos además de Zdislava (seis, según otras fuentes). De joven huyó a un bosque, con el deseo de hacerse ermitaña, pero fue encontrada y devuelta a casa.
Con poco más de quince años fue obligada a casarse con Havel, un noble de la familia Lemberk, aliada de la suya, con el que tuvo cuatro hijos: Havel, Margarita, Jaroslav y Zadislav, uno muerto joven, a los que dio una educación religiosa. El matrimonio fue inicialmente difícil, ya que sus obras con los pobres eran de extrema generosidad, y causa de enfrentamiento con su marido: Zdislava solía acoger a las personas sin hogar en su castillo de Jablonna y Podještědí y se ocupaba personalmente de los enfermos. Cuando los mongoles invadieron la región, mucha gente buscó refugio en Zdislava, que acogió a todos.
Cuando el marido, exasperado, quiso echar de su casa a un mendigo enfermo, encontró en su lugar, en el lecho, a Jesús crucificado. Esto lo dejó tan impresionado que le hizo cambiar de opinión sobre las obras de su mujer, hasta el punto de permitirle ingresar en la Tercera orden de Santo Domingo. Zdislava trabajó por la difusión de la Orden de Predicadores en Bohemia, e hizo al marido fundar dos conventos, uno en Turnov y otro en Jablonna. Entusiasta de los frailes predicadores, suplicó a san Jacinto de Polonia su presencia en Bohemia. Jacinto de Polonia no pudo acudir personalmente, pero envió a su hermano de sangre y de religión, el beato Ceslao, con varios religiosos polacos.
Recibía la eucaristía todos los días, una costumbre insólita para la época, y está registrado que tenía éxtasis y visiones.
Zdislava fue abatida por una enfermedad fatal, todavía joven: murió y fue sepultada en Jablonna, en el convento que había fundado, en 1252, después de haber confiado a su marido e hijos que esperaba ser de mayor ayuda en la otra vida de lo que había sido en esta. Poco después de su muerte, el marido tuvo una visión de ella gloriosa, que le animó en su deseo de convertirse.
En la iglesia-santuario de los dominicos de Jablonna reposa su cuerpo incorrupto. A ella acuden incontables peregrinos que la veneran como protectora de las familias.[cita requerida] Fue beatificada el 28 de agosto de 1907 por Pío X; y canonizada el 21 de mayo de 1995 por Juan Pablo II en su visita a la República Checa.